# 1952年の名古屋ドラゴンズ
1952年の名古屋ドラゴンズでは、1952年の名古屋ドラゴンズの動向をまとめる。
この年の名古屋ドラゴンズは、坪内道典監督の1年目のシーズンである。

## 概要
前年から中日新聞社と名古屋鉄道が隔年で球団運営を交代する体制が導入されたことにより、この年は中日側の当番となり前副社長で顧問の小山龍三がオーナーとなった。
前シーズン終了後の1951年12月、広島のエースとして17勝を挙げていた長谷川良平が故郷の愛知県半田市へ帰郷中、ドラゴンズ選手との雑談がきっかけで、来シーズンの契約更新に必要な統一契約書が未着だったことを知った名古屋球団が長谷川獲得に乗り出し、12月25日には長谷川自身からも移籍希望声明を出させることに成功した。しかし、1950年の球団設立から2年連続最下位、1951年には大洋との合併が一度は決まるほどの経営難と苦境にあえぐ広島にとって、1951年シーズン全体の32勝のうち半分以上を稼いだ長谷川の移籍は、開幕前のリーグ代表者会議で「最終勝率が3割を切ったチームには処罰を与える」とした申し合わせによるチーム消滅の危険性を一気に高めると認識された。この移籍を阻止するために広島側は球団後援会まで巻き込んだ猛烈な残留運動を展開し、結果的には長谷川自身の翻意と福井盛太による史上初のコミッショナー裁定の末に長谷川の広島残留が確定し、名古屋移籍は実現しなかった。
天知俊一前監督に代わって坪内道典監督が就任したこの年、チームは開幕から好調で巨人をマークし、阪神と2位を争った。投手陣ではエースの杉下茂がチーム最多の32勝、松竹から移籍の大島信雄12勝をあげるなど健闘しチーム防御率2.82はリーグ3位で、打撃陣でも西沢道夫や原田督三などがそれなりの成績を収め、西沢が打点王、杉山悟が本塁打王をそれぞれ獲得。チーム本塁打は77本で、巨人と同一の1位だった。最後は阪神との2位争いに敗れ巨人と7ゲーム差の3位に終わったものの、4位の大洋を大きく引き離してシーズンを終えた。対戦成績では負け越したものの2連覇の巨人に9勝11敗、阪神には9勝10敗1分と健闘した。また、下位4球団にはいずれも勝ち越し、特に広島には15勝4敗1分、松竹には17勝3敗と圧倒したが、シーズン終盤の9月28日からのホーム5連戦で広島に2勝3敗で負け越し、逆に松竹には後半戦8戦全勝を含む9連勝で終えたことが、最終成績における6位広島の3割到達(.316)、7位松竹の未達(.288)とシーズン後の大洋との合併という形で両球団の明暗を分ける一因となった。
この年の開幕前、1951年8月の火災で焼失した中日球場の再建工事が完成し開幕から使用開始となった。

## チーム成績

### レギュラーシーズン
| 1 | 中 | 鈴木隆   |
| 2 | 遊 | 松本和雄 |
| 3 | 右 | 原田徳光 |
| 4 | 一 | 西沢道夫 |
| 5 | 三 | 児玉利一 |
| 6 | 左 | 杉山悟   |
| 7 | 捕 | 野口明   |
| 8 | 二 | 牧野茂   |
| 9 | 投 | 大島信雄 |

| 順位 | 4月終了時 | 4月終了時 | 5月終了時 | 5月終了時 | 6月終了時 | 6月終了時 | 7月終了時 | 7月終了時 | 8月終了時 | 8月終了時 | 9月終了時 | 9月終了時 | 最終成績 | 最終成績 |
| ---- | --------- | --------- | --------- | --------- | --------- | --------- | --------- | --------- | --------- | --------- | --------- | --------- | -------- | -------- |
| 1位  | 巨人      | --        | 巨人      | --        | 巨人      | --        | 巨人      | --        | 巨人      | --        | 巨人      | --        | 巨人     | --       |
| 2位  | 名古屋    | 2.5       | 大洋      | 3.0       | 大阪      | 5.5       | 大阪      | 3.0       | 大阪      | 6.0       | 大阪      | 5.5       | 大阪     | 3.5      |
| 3位  | 大洋      | 4.0       | 大阪      | 3.0       | 名古屋    | 5.5       | 名古屋    | 6.5       | 名古屋    | 7.0       | 名古屋    | 7.0       | 名古屋   | 7.0      |
| 4位  | 大阪      | 4.5       | 名古屋    | 5.0       | 大洋      | 12.5      | 大洋      | 12.5      | 大洋      | 18.5      | 大洋      | 21.5      | 大洋     | 25.0     |
| 5位  | 国鉄      | 8.0       | 松竹      | 18.0      | 国鉄      | 21.0      | 国鉄      | 25.0      | 国鉄      | 31.5      | 国鉄      | 31.5      | 国鉄     | 33.0     |
| 6位  | 松竹      | 9.0       | 国鉄      | 18.5      | 松竹      | 24.5      | 松竹      | 29.0      | 広島      | 37.5      | 広島      | 43.5      | 広島     | 44.5     |
| 7位  | 広島      | 10.5      | 広島      | 19.0      | 広島      | 25.5      | 広島      | 29.5      | 松竹      | 39.5      | 松竹      | 44.0      | 松竹     | 48.0     |

| 順位 | 球団             | 勝 | 敗 | 分 | 勝率 | 差   |
| 1位  | 読売ジャイアンツ | 83 | 37 | 0  | .692 | 優勝 |
| 2位  | 大阪タイガース   | 79 | 40 | 1  | .664 | 3.5  |
| 3位  | 名古屋ドラゴンズ | 75 | 43 | 2  | .636 | 7.0  |
| 4位  | 大洋ホエールズ   | 58 | 62 | 0  | .483 | 25.0 |
| 5位  | 国鉄スワローズ   | 50 | 70 | 0  | .417 | 33.0 |
| 6位  | 広島カープ       | 37 | 80 | 3  | .316 | 44.5 |
| 7位  | 松竹ロビンス     | 34 | 84 | 2  | .288 | 48.0 |

## オールスターゲーム1952
| ファン投票 | 野口明 | 杉山悟   |          |          |
| 監督推薦   | 杉下茂 | 大島信雄 | 西沢道夫 | 原田徳光 |

## 表彰選手
| リーグ・リーダー | リーグ・リーダー | リーグ・リーダー | リーグ・リーダー |
| 選手名           | タイトル         | 成績             | 回数             |
| ---------------- | ---------------- | ---------------- | ---------------- |
| 西沢道夫         | 首位打者         | .353             | 初受賞           |
| 西沢道夫         | 打点王           | 98打点           | 初受賞           |
| 杉山悟           | 本塁打王         | 27本             | 初受賞           |
| 杉下茂           | 沢村賞           |                  | 2年連続2度目     |

| ベストナイン | ベストナイン | ベストナイン |
| 選手名       | ポジション   | 回数         |
| ------------ | ------------ | ------------ |
| 野口明       | 捕手         | 2年連続2度目 |
| 西沢道夫     | 一塁手       | 2年ぶり2度目 |
| 杉山悟       | 外野手       | 初受賞       |